# Foraar i Zoologisk Have
Foraar i Zoologisk Have er en dansk dokumentarisk optagelse fra 1944.

## Handling
Besøgende ankommer til Zoologisk Have. Solen skinner, og der er masser af mennesker. Optagelser foran abegrotten, indhegningen med gederne, som har masser af kid, der er tre tigerunger i rovdyrburet, og de yngste besøgende kan prøve ponyridning.